# Den gyldene freden

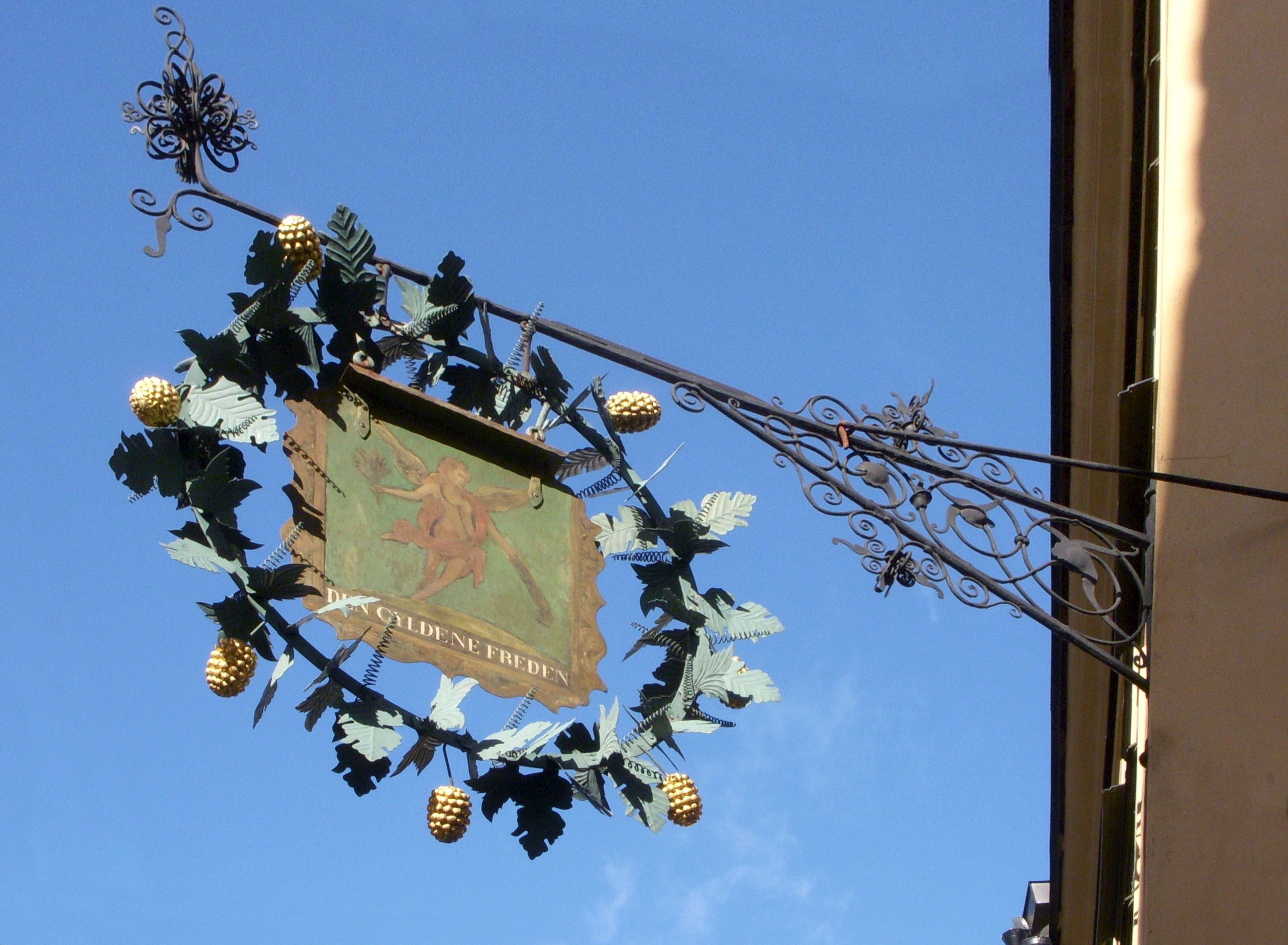
"Den Gyldene Freden" flaggskylt 2010.

Den Gyldene Freden (kort Freden) är en restaurang i kvarteret Argus på Österlånggatan 51 i Gamla stan, i Stockholm. Restaurangen öppnade år 1722 på sin nuvarande adress och är därmed en av världens äldsta kontinuerligt existerande restauranger på samma plats, samt Stockholms äldsta bevarade stadskrog. 1895 var det nära att "Freden" skulle byta namn till "Remmaren". 1919 förvärvades stället av konstnären Anders Zorn som lät rusta upp och bygga om Freden och testamenterade den till Svenska Akademien som än idag äger den.

## Historik

### Namnet
Vilken "fred" som avses vet man inte med säkerhet; Gyldene Fredens grundare och första krögare Petter Hellberg övertog namnet från en äldre källare. Stockholmskännaren Martin Stugart menar att det därmed i alla fall inte kan röra sig om freden i Nystad 1721, som man annars kunde tro. Den första restaurangen kallad Gyldene Freden låg på Stora Nygatan 2, där Ryningska palatset nu ligger, och öppnade år 1572. Därmed kan det kanske röra sig om freden i Stettin 1570. Den Gyldene Fredens hemsida och Samfundet S:t Eriks informationsskylt uppger dock att freden i Nystad är källan till namnet.

### Verksamheten

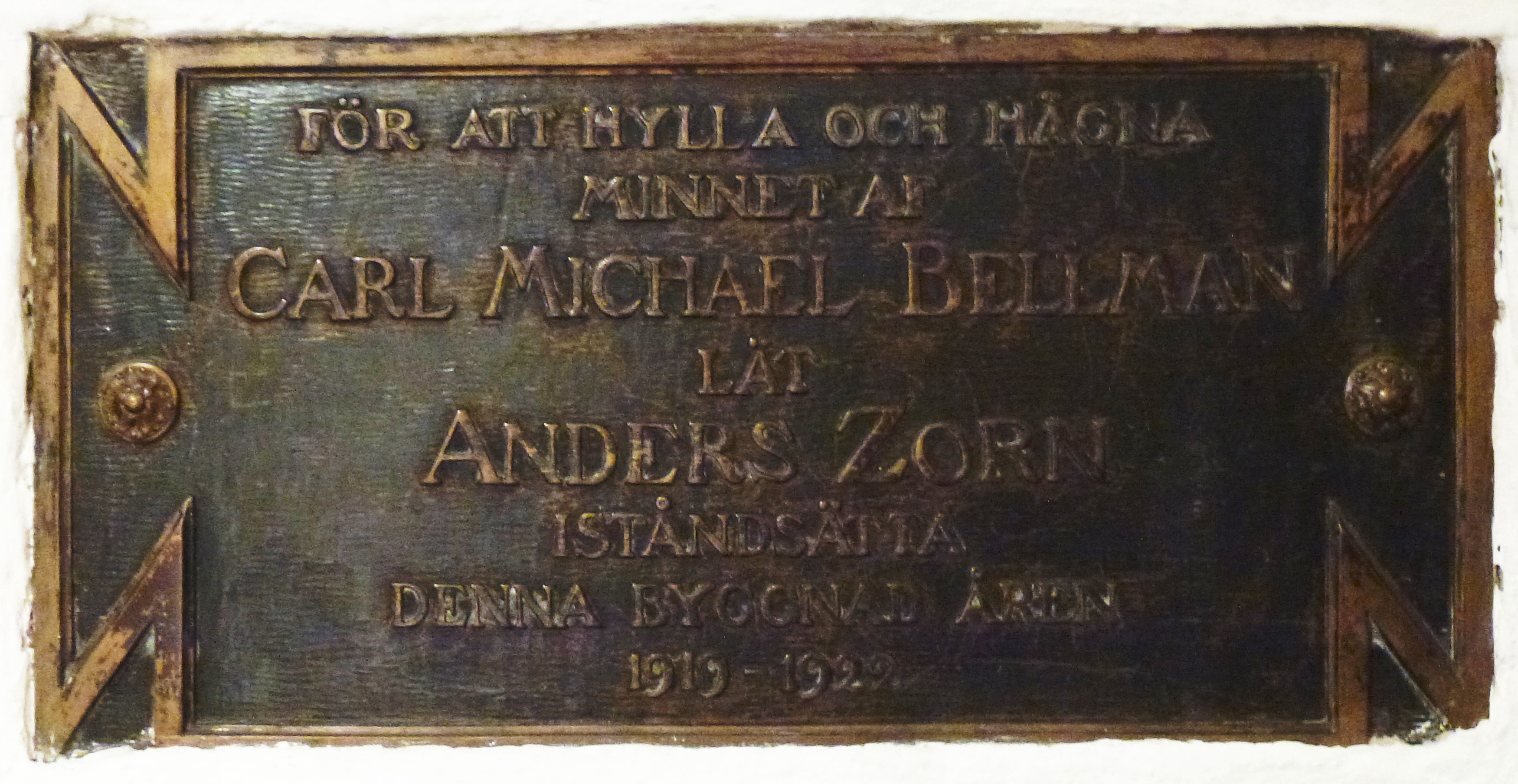
Minnesskylt från 1922.

Nuvarande "Freden" öppnades år 1722 eller 1721 på sin nuvarande adress, Österlånggatan 51, av källarmästaren Petter Hellberg. Hans lärling, Petter Sjöberg, som redan före Hellbergs död hade avancerad till vinskänk på Freden tog över verksamheten efter Hellberg. 1750 drevs stället av vinskänken Johan Holmberg. Därefter ägdes Freden av både män och kvinnor som alla var vinskänk eller källarmästare. En av dem var vinskänksänkan Jeanette Chievitz som innehade Freden i 20 år fram till 1848. Källarmästaren Carl Gustaf Wahlberg tillträdde Freden 1854, lokalerna renoverades och Freden blev hotell. Hans son Erik Håkan fortsatte verksamheten.
År 1891 stängde Freden och man trodde "för alltid". Den vackra skylten fick hänga kvar, trots att Nordiska museet gärna vill ha den till sina samlingar, men Wahlbergs arvingar, som ännu ägde huset, nekade. Freden fick dock en nystart av konkurrenten mittemot, Sofia Eklund, som ägde Källaren Remmaren. Huset där Remmaren låg skulle rivas eftersom staden ville bredda Österlånggatan. Eklund beslöt att flytta över verksamheten till andra sidan gatan. Fredens skylt och namn övertog hon och sin egen skylt donerade hon till Nordiska museet. År 1895 skedde nyinvigning och Freden fick behålla sitt namn.

### Anders Zorn förvärvar Freden
Restaurangen har varit ett populärt tillhåll för kulturpersoner som Jussi Björling, Evert Taube, Cornelis Vreeswijk och Fred Åkerström. Carl Michael Bellman har också besökt Freden men var inte stamgäst, det var däremot Evert Taube som hade sitt eget bord. I början av 1900-talet var Den Gyldene Freden även "vardagsrum" för den svenska konsteliten. Här satt bland andra Anders Zorn och när restaurangen var nära konkurs på grund av indragna spriträttigheter, köpte Zorn 1919 krogen och fastigheten för 150 000 kronor och räddade den till eftervärlden. I samband med renoveringen anlitade Zorn arkitekten Torsten Stubelius som ritade hela krogens utrustning med serviser och bestick. På krogen finns numera ett särskilt Stubeliusrum. Zorn styrde alltsammans in i minsta detalj, han bestämde även hur porslinet och hur serveringsflickornas klädsel skulle se ut. Även mat och dryck hade han synpunkter på. I augusti 1920, kort före sin död, gjorde han ett sista besök på sitt kanske största projekt för att kontrollera fasadernas färgsättning. Hela renoveringen kostade honom 300 000 kronor. Invigningen den 11 december 1922 fick han dock inte uppleva, det skötte hustrun Emma Zorn.

Historiska bilder
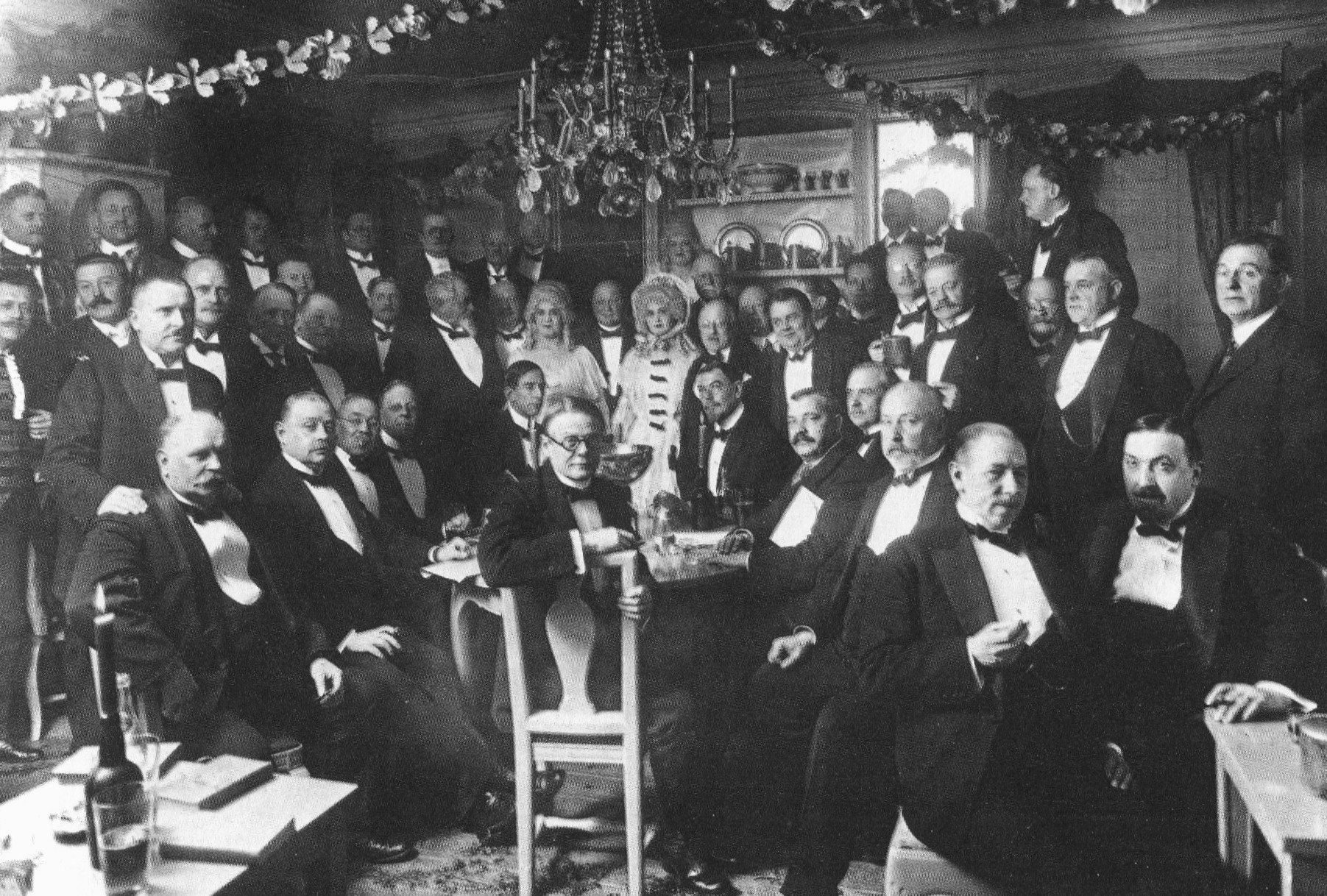
"Sällskapet Bellmans Minne" på Freden, cirka 1910.
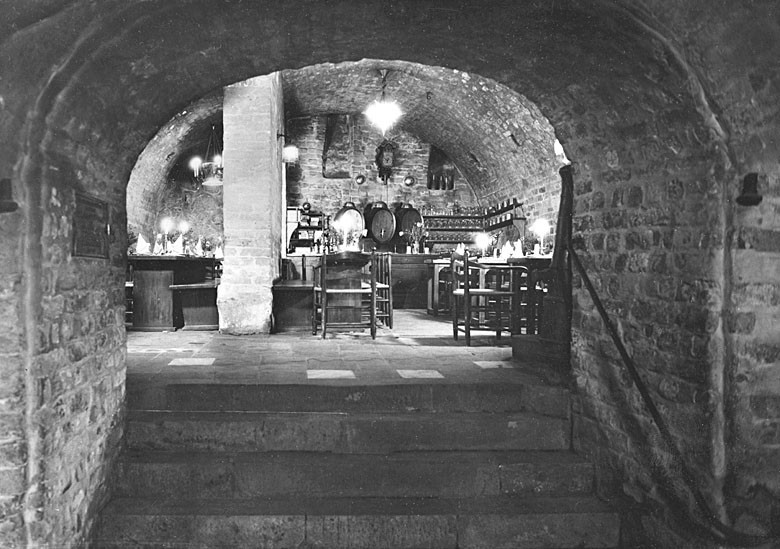
Källarvalv på 1920-talet.
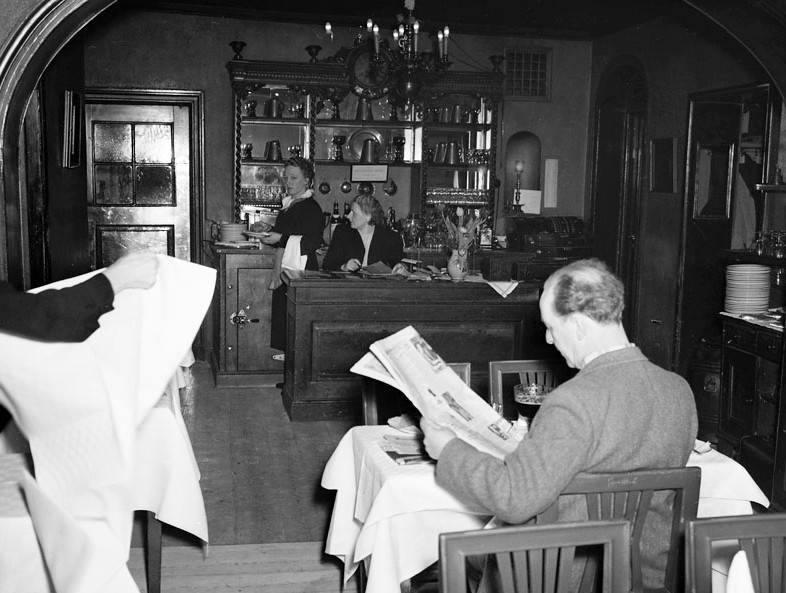
Interiör på 1950-talet.
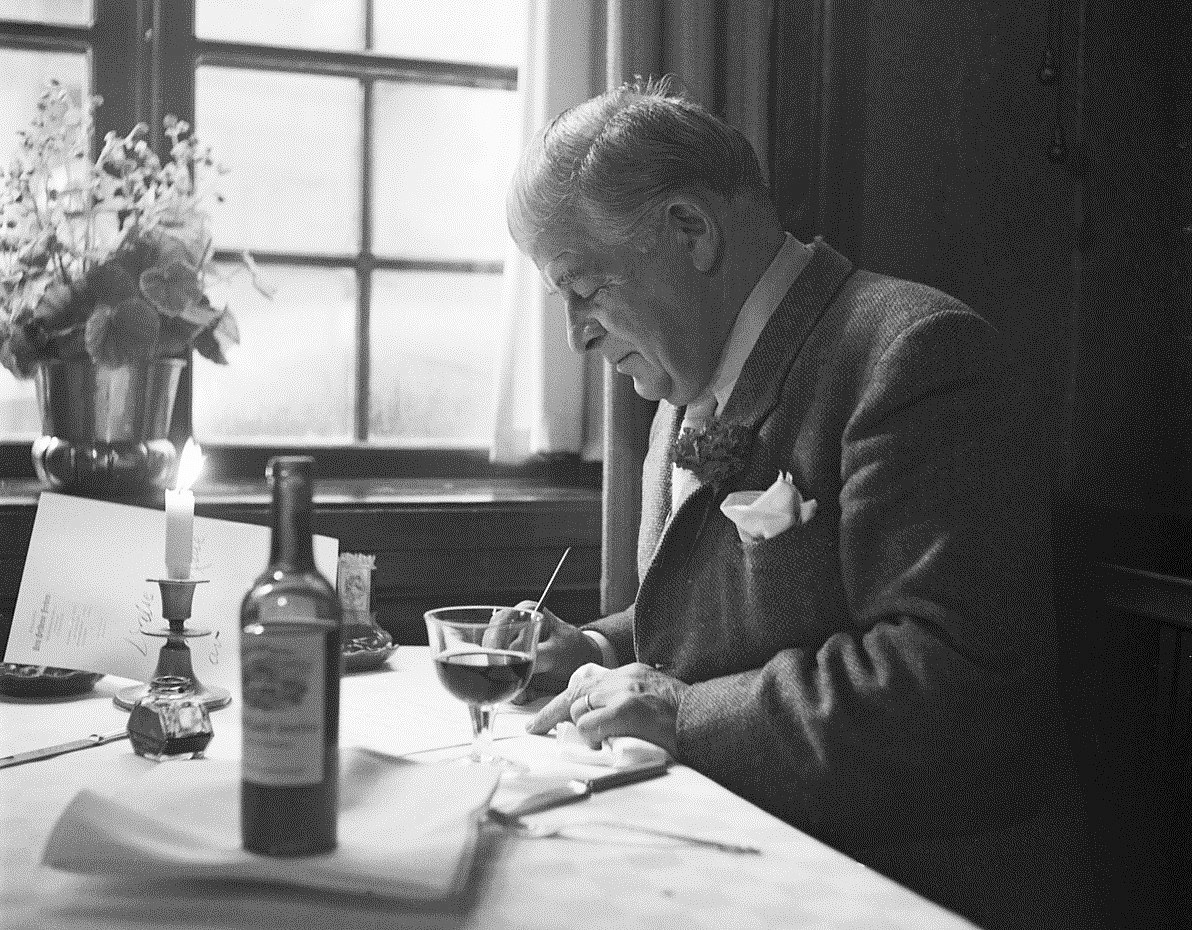
Evert Taube vid sitt stambord, 1951.
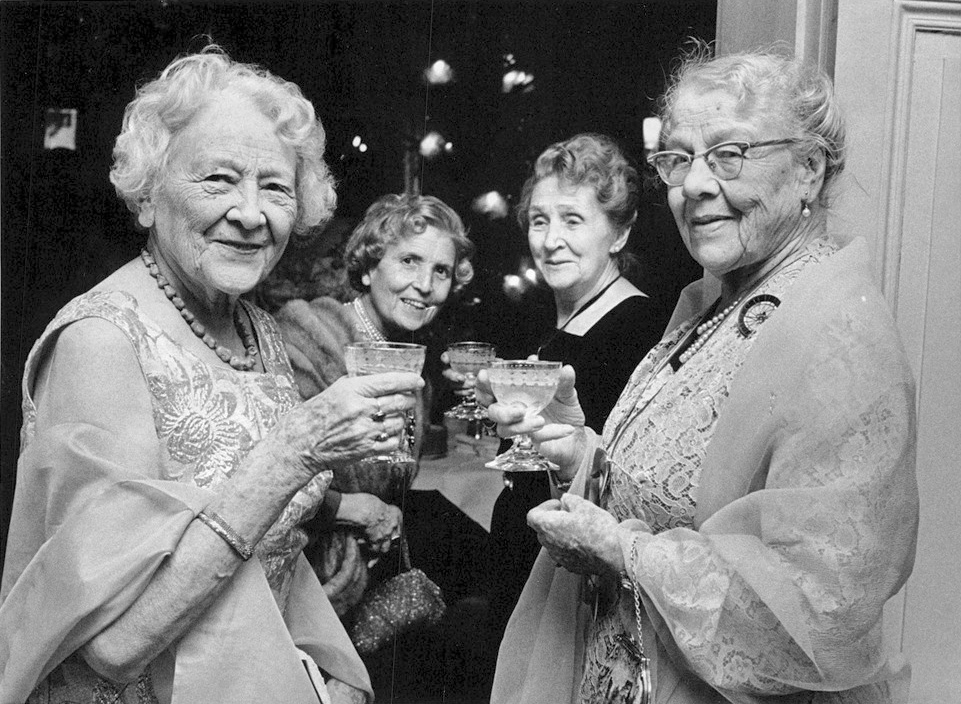
Akademimiddagen på Freden 1967. Från vänster: Tora Böök, Karin Gierow, Stina Hedberg och Gerda Karlfeldt.

### Svenska Akademien blir ägare
Zorn donerade sedan restaurangen till Svenska Akademien, som fortfarande äger den. På torsdagar äter akademien i Bellmanvåningen på Gyldene Freden, ärtsoppa minst en gång per år. Bellmanvåningen ligger på övre våningsplanet och består av tre rum, förrummet, Zornrummet och Bellmanrummet. 
Bland andra rum märks Skänkrummen som finns till höger och vänster om entrén. I skänkrummet till vänster om entrén hade Evert Taube sitt stambord och även Cornelis Vreeswijk avnjöt många middagar i detta rum. Restaurangen är bland annat omsjungen av Cornelis Vreeswijk i hans visor Polaren Pär hos det sociala och På den Gyldene Freden. Till höger finns det bord som författaren Ivar Lo-Johansson ofta åt sina middagar vid.
Freden drevs bland andra av Tore Wretman, Bengt Wedholm och Gert Lindberg. Efter en tids ombyggnad öppnade Filip Fastén (Årets kock 2014 och White Guide Rising Star 2016) "nya" Gyldene Freden åter den 1 mars 2019. Freden har ett utpräglat fokus på skandinaviska råvaror och husmanskost.

Nutida bilder
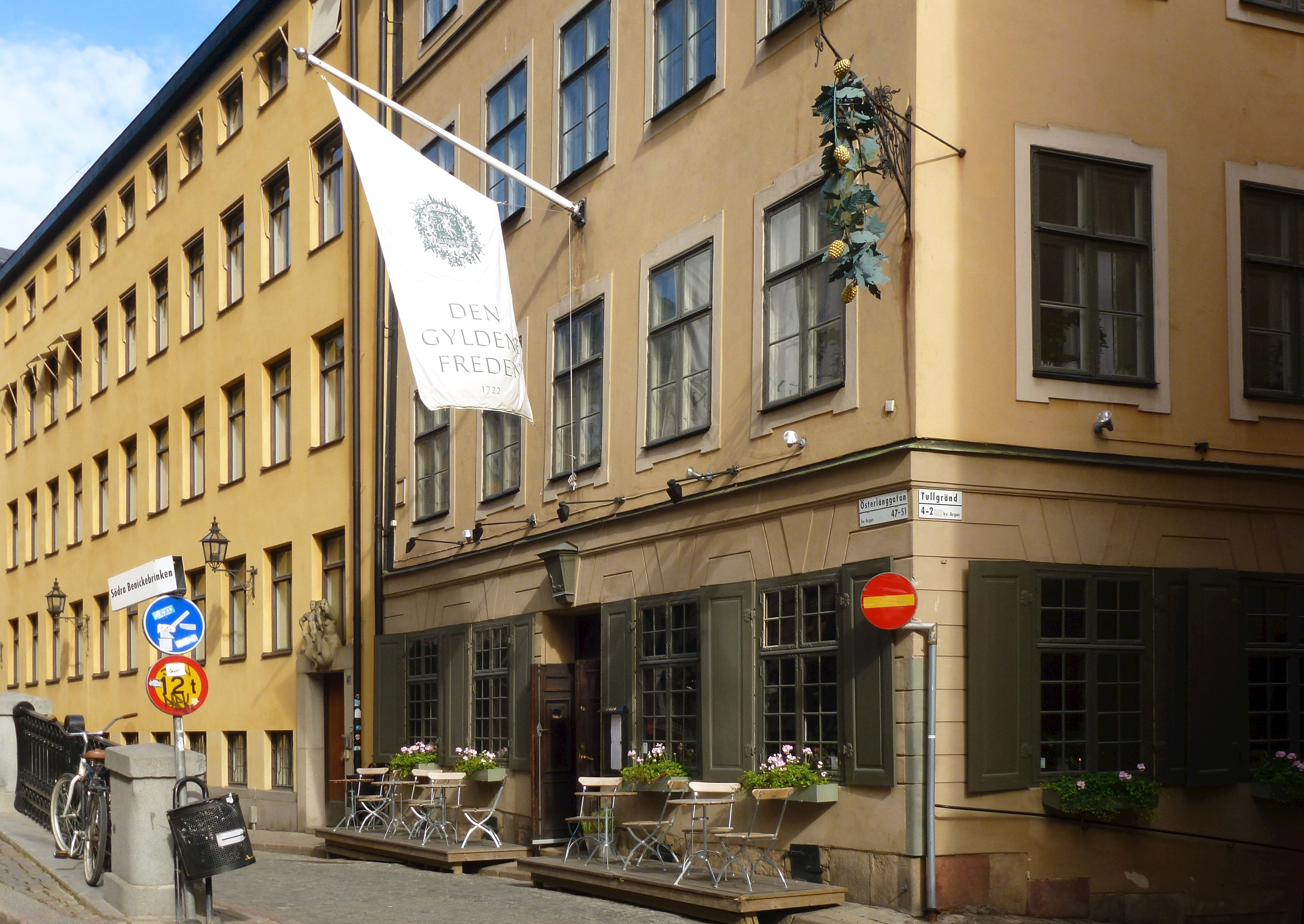
Fasad mot Österlånggatan
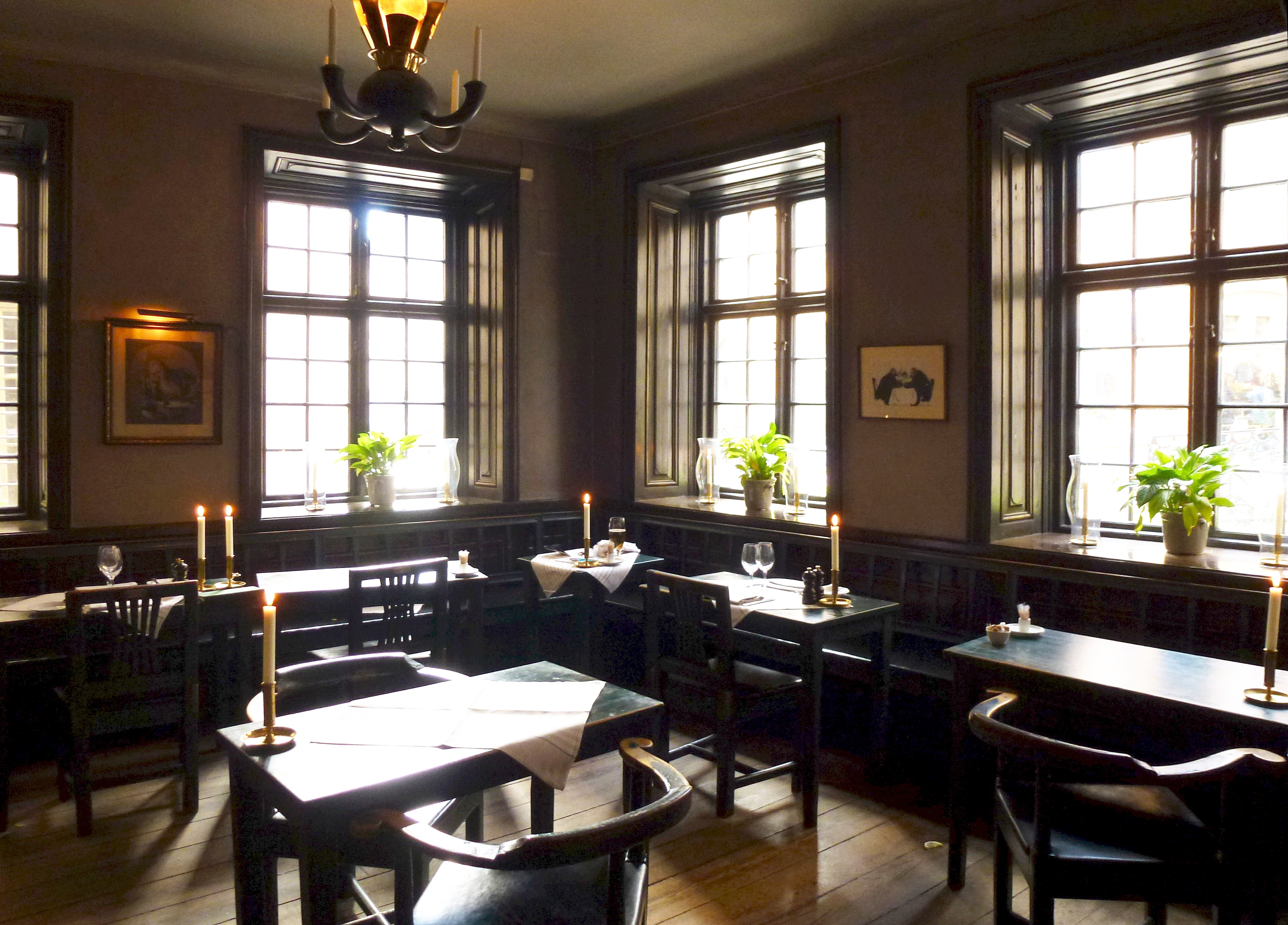
Skänkrummet
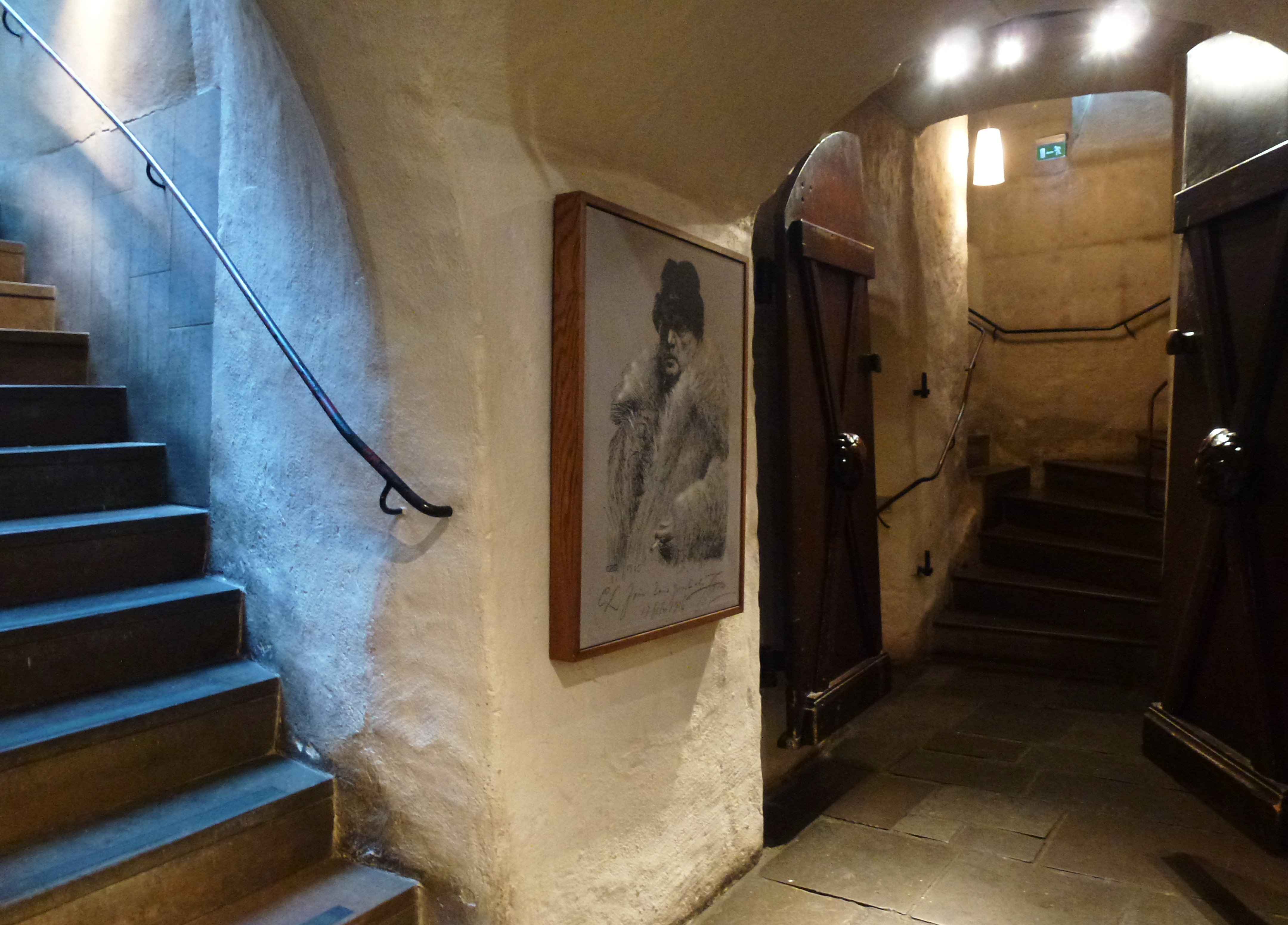
Mellanvalvet
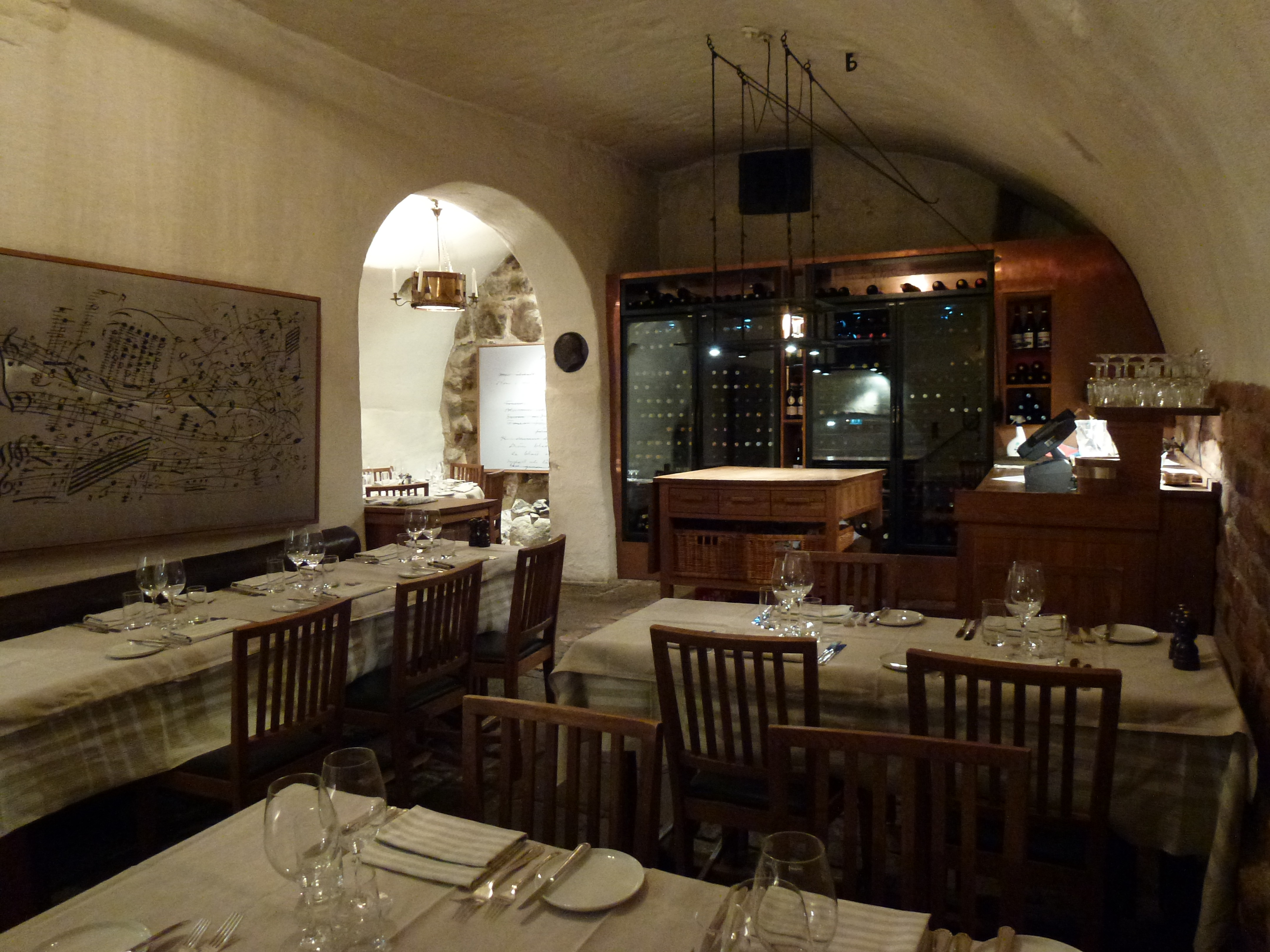
Mellanvalvet
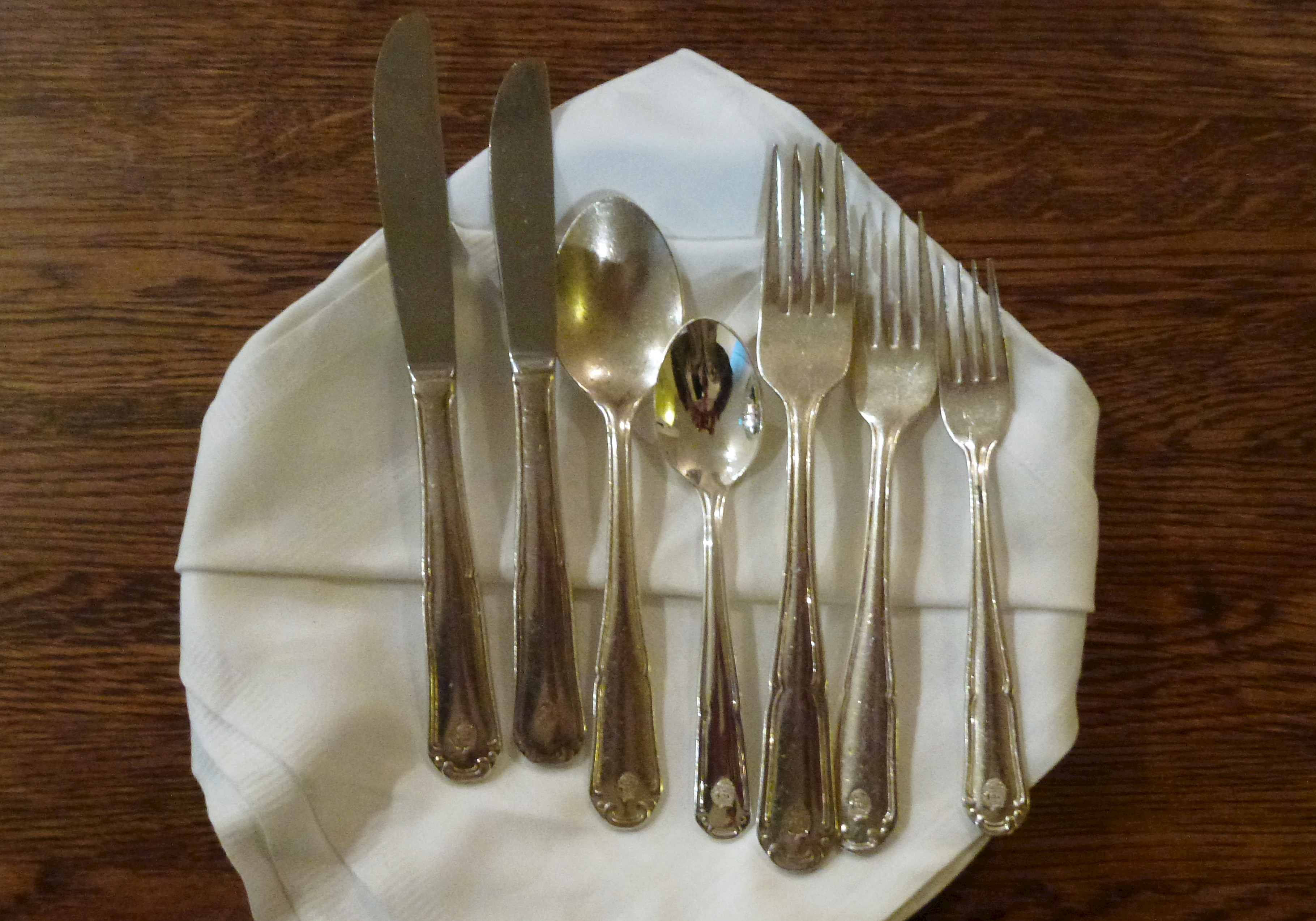
Fredens bestick